# Desnitrificação

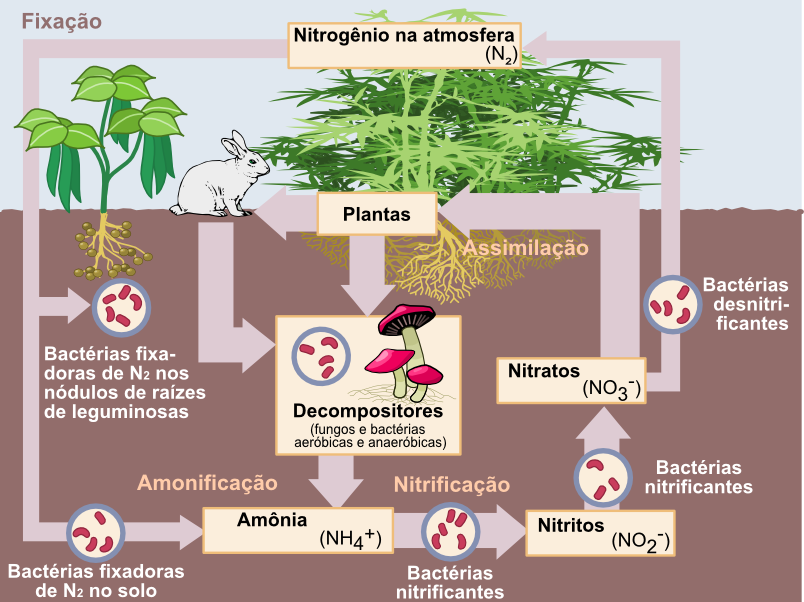
Ciclo do nitrogênio ou ciclo do azoto

Desnitrificação é um processo microbialmente facilitado, em que o nitrato (NO3- ) é reduzido e, em última análise, produz nitrogênio molecular (N2) através de uma série de produtos gasosos intermediários de óxido de nitrogênio. Bactérias anaeróbias facultativas realizam desnitrificação como um tipo de respiração que reduz as formas oxidadas de nitrogênio em resposta à oxidação de um doador de elétrons , como matéria orgânica . Os aceptores de elétrons de nitrogênio preferidos na ordem de mais a menos termodinamicamente favoráveis incluem nitrato (NO3- ), nitrito (NO2- ), óxido nítrico (NO), óxido nitroso (N2O) resultando finalmente na produção de dinitrogênio (N2) completando o ciclo do nitrogênio . Os microrganismos desnitrificantes requerem uma concentração de oxigênio muito baixa inferior a 10%, assim como o C orgânico para energia. Como a desnitrificação pode remover o NO3- , reduzindo sua lixiviação para as águas subterrâneas, pode ser usado estrategicamente para tratar esgotos ou resíduos de animais com alto teor de nitrogênio. A desnitrificação pode liberar N2O, que é uma substância destruidora de ozônio e um gás de efeito estufa que pode ter uma influência considerável no aquecimento global.
O processo é realizado principalmente por bactérias heterotróficas (como Paracoccus denitrificans e várias pseudomonas ), embora desnitrificadores autotróficos também tenham sido identificados (por exemplo, Thiobacillus denitrificans ). Os desnitrificadores estão representados em todos os principais grupos filogenéticos. Geralmente várias espécies de bactérias estão envolvidas na redução completa de nitrato para N2 , sendo que mais de uma via enzimática foi identificada no processo de redução.